# Malaltia meningocòccica
La malaltia meningocòcica descriu infeccions causades pel bacteri Neisseria meningitidis (també anomenat meningococ), que hi presenten manifestacions clíniques molt diverses que van des d'una bacterièmia oculta a formes fulminants.
Té un alt índex de mortalitat si no es tracta, però es pot prevenir per vacunes. Tot i que és coneguda com a causa de meningitis, també pot donar lloc a sèpsia, que és una condició encara més perjudicial i perillosa. La meningitis i la meningococèmia són les causes principals de la malaltia, la mort i la discapacitat tant als països desenvolupats com als països en desenvolupament.